# AFC Ajax
 For alternative betydninger, se Ajax. (Se også artikler, som begynder med Ajax)
Amsterdamsche Football Club Ajax (eller AFC Ajax, Ajax Amsterdam eller Ajax) er en hollandsk fodboldklub med hjemmebanen Johan Cruijff Arena i Amsterdam. Klubben blev grundlagt den 18. marts 1900 under navnet Football Club Ajax.
Ajax er kendt for konceptet totalfodbold, som blev udviklet i Holland i 1970'erne, blandt andet med Johan Cruyff på holdet.
Ajax Amsterdam er især kendt for klubbens store ungdomsakademi 'De Toekomst', hvor blandt andet Vurnon Anita, Gregory van der Wiel og Jan Vertonghen er uddannet. Ajax andethold, Jong Ajax, spiller i landets næstbedste liga, Eerste divisie.

## Danske spillere gennem tiderne
- Tom Søndergaard
- Henning Jensen
- Frank Arnesen
- Søren Lerby
- Jan Mølby
- Sten Ziegler
- Johnny Hansen
- Jesper Olsen
- Dan Petersen
- Michael Laudrup (1997-1998)
- Brian Laudrup (1999-2000)
- Jesper Grønkjær (1998-2000)
- Ole Tobiasen
- Per Weihrauch
- Michael Krohn-Dehli (2006-2008)
- Kenneth Perez (2006-2007)(2008-2008).
- Dennis Rommedahl (2007-2010).
- Christian Eriksen (2008-2013).
- Nicolai Boilesen (2010-2016).
- Viktor Fischer (2011-2016)
- Lasse Schöne (2012-2019)
- Christian Poulsen (2012-2014)
- Lucas Andersen (2012-2016)
- Kasper Dolberg (2016-2019)
- Rasmus Nissen (2018-2019)
- Mohamed Daramy (2021-2023)
- Christian Rasmussen (2022-2023)
- Anton Gaaei (2023-)

## Titler vundet af Ajax Amsterdam
- Hollandske mesterskab (36): 1918, 1919, 1931, 1932, 1934, 1937, 1939, 1947, 1957, 1960, 1966, 1967, 1968, 1970, 1972, 1973, 1977, 1979, 1980, 1982, 1983, 1985, 1990, 1994, 1995, 1996, 1998, 2002, 2004, 2011, 2012, 2013, 2014,

2019, 2020-21, 2021-22
- Hollandske pokalturnering (20): 1917, 1943, 1961,1967, 1970, 1971, 1972, 1979, 1983, 1986, 1987, 1993, 1998, 1999, 2002, 2006, 2007, 2010, 2019, 2020-21
- Hollandske Supercup (7): 1993, 1994, 1995, 2002, 2005, 2006, 2007
- Intertoto: 1962
- European Champions Cup/UEFA Champions League: 1971, 1972, 1973, 1995
- UEFA Pokalvindernes Turnering: 1987
- UEFA Cup (fra 1972): 1992
- UEFA Super Cup (fra 1972): 1972, 1973, 1995
- VM for klubhold (fra 1930): 1972, 1995